# Чешская академия наук и искусств
Чешская академия наук и искусств (до 1918 года Королевская Богемская академия наук, словесности и искусств императора Франца-Иосифа, позже Чешская академия императора Франца Иосифа наук, словесности и искусств), (нем. Böhmische Kaiser-Franz-Joseph-Akademie der Wissenschaften, Literatur und Kunst in Prag, чеш. Česká akademie věd a umění) — чешское научное общество, организация, целью которой была поддержка развития наук и искусства в Чешском королевстве.
Научное ученое сообщество базировалось не только на специализированных основах, но и на национальной базе.
Решение о создании академии было принято Чешским земским сеймом 9 октября 1888 года. Разрешение о её организации было подтверждено императором Австро-Венгрии Францем Иосифом I специальной «Грамотой об учреждении Чешской академии императора Франца Иосифа наук, словесности и искусств» от 5 декабря 1892.
Чешская академия наук и искусств начала деятельность 17 мая 1891 в Пантеоне Национального музея в Праге, который был открыт на день позже.
Появление Королевской Богемской академии наук, искусств и литературы императора Франца-Иосифа сделал возможным значительный дар мецената, архитектора и строителя Йозефа Главки (200 000 золотых, как основной капитал, прибыль с которого затем использовалась для финансирования её деятельности).
Й. Главка стал первым президентом академии.
Чешская академия наук и искусств была разделена на четыре класса:
- I класс — философские, государственные, законодательные и общественные науки,
- II класс — математические и естественные (лекарственные) и географические науки,
- III класс — языкознание и историко-литературные науки,
- IV класс — художественная литература, изобразительное искусство и музыка.

Ежегодно издавались научные издания (чеш. «Rozpravy České akademie věd a umění» (1893—1992, в 1953—1992 годах — «Rozpravy Československé akademie věd», альманах «Almanach České akademie věd a umění» (1891—1940), вестник Věstník České akademie věd a umění (1891—1952), отдельные работы по естественным и исторических наук и переводы произведений античных авторов и т. д.).
Членство в академии было выборное. Члены делились на действительных, чрезвычайных и членов-корреспондентов. Среди них были выдающиеся представители естественных и общественных наук, литературы, музыки и искусства Чехии и других стран.
В 1953 году преобразована в Чехословацкую академию наук, с 1993 — Академия наук Чехии.

## Председатели (с 1923 года президенты) Чешской академии наук и искусств
- 1908—1914 — Антонин Ранда
- 1914—1922 — Карел Врба
- 1923—1931 — Йозеф Зубатый
- 1931—1939 — Йозеф Богуслав Фёрстер
- 1939—1945 — Йозеф Шуста
- 1945—1952 — Зденек Неедлы.

## Известные члены академии
- Антонин Дворжак
- Йозеф Вацлав Мысльбек
- Алоис Йирасек
- Леош Яначек
- Карел фон Коржистка
- Ярослав Голль
- Милош Вайнгарт
- Ярослав Врхлицкий
- Вацлав Вондрак
- Альфонс Муха
- Ружена Есенская
- Петр Безруч
- Ян Котера
- Макс Швабинский
- Йозеф Гочар
- Отакар Шпаниел
- Дмитрий Менделеев
- Никодим Кондаков
- Фаддей Зелинский
- Иван Горбачевский
- Николай Сумцов
- Владимир Вернадский
- Кирилл Студинский
- Вадим Щербаковский
- Ян Яношик